# Lingua catalana medievale
Il catalano antico era la lingua romanza, antenata del catalano attuale, parlata approssimativamente nei territori del Principato di Catalogna, del Regno di Valencia, nelle isole Baleari e nell'isola di Sardegna.

## Fonetica

### Consonanti
|                   |                   | Bilabiale | Labio- dentale | Dentale/ Alveolare | Palatale | Velare |
| ----------------- | ----------------- | --------- | -------------- | ------------------ | -------- | ------ |
| Nasale            | Nasale            | m         |                | n                  |          |        |
| Occlusiva         | sorda             | p         |                | t̪~t                | k        |        |
| Occlusiva         | sonora            | b         |                | d̪~d                | ɡ        |        |
| Affricata         | sorda             |           | ʦ              |                    |          |        |
| Affricata         | sonora            |           | ʣ              | dʑ~ʤ               |          |        |
| Fricativa         | sorda             |           | f              | s                  | ʃ        |        |
| Fricativa         | sorda             |           | v              | z                  |          |        |
| Vibrante multipla | Vibrante multipla |           |                | r                  |          |        |
| Vibrante semplice | Vibrante semplice |           |                | ɾ                  |          |        |
| Approssimante     | Approssimante     |           |                |                    | j        | w      |
| Laterale          | Laterale          |           |                | l                  | ʎ, jl    |        |

#### Laterali
Si crede che il catalano medievale avesse due fonemi laterali palatali differenti. Il primo, /ʎ/, si scriveva ⟨ll⟩ ed è rimasto fino ad oggi senza cambi nella maggior parte dei dialetti. Il secondo, ricostruito come /jl/, derivava dai nessi latini C'L, G'L, LE, e LI; era scritto ⟨yl⟩ o ⟨il⟩. Quest'ultimo fonema non appariva mai in posizione iniziale e convergette in /ʎ/ nella maggior parte dei dialetti.

#### Labiodentali
I fonemi /b/ e /v/ iniziarono a confondersi in alcuni dialetti dal secolo XIV, in un processo chiamato betacismo. Attualmente la distinzione tra /b/ e /v/ si mantiene solo a Valencia, nelle Baleari e nel sud di Tarragona.

### Vocali
Il sistema vocalico del catalano medievale differisce da quello del catalano moderno della Catalogna, però si conserva in alcune zone delle Baleari.
|            | Anteriore | Centrale | Posteriore |
| ---------- | --------- | -------- | ---------- |
| Chiusa     | i         |          | u          |
| Semichiusa | e         | ə        | o          |
| Semiaperta |           | ə        | ɔ          |
| Aperta     | a         | a        | a          |
Questo sistema è simile a quello del proto-romanzo, eccetto per il fatto che la /*e/ del proto-romanzo si centralizza in /ǝ/, mentre la /*ɛ/ si chiude in /e/. Nel catalano centrale moderno la /ǝ/ tonica diviene /ɛ/, così si ha un'inversione del sistema proto-romanzo: /*e/ > /ǝ/ > /ɛ/ y /*ɛ/ > /e/ > /e/. Questo è il motivo per cui le e aperte e chiuse in catalano seguono una distribuzione opposta a quella presente in portoghese e italiano. Le varietà baleariche, invece, mantengono le /ǝ/ toniche nelle stesse posizioni del catalano medievale.

## Ortografia
L'ortografia del catalano moderno si basa ampiamente su quella del catalano medievale, tuttavia alcune cose sono cambiate:
- La tilde e la dieresi si utilizzavano molto raramente.
- La <c> di fronte alla /e/ e alla /i/, la <ç> e la <z> venivano pronunciate /ʦ/, in luogo dei moderni /s/ e /z/.
- La grafia <ch> in fine di parola si usava per indicare /k/ in luogo della moderna grafia <c>. In questo modo la parola amic ("amico") si scriveva amich.
- <yl> e <il> si usavano per il fonema /jl/. Nella lingua moderna questo fonema è diventano, a seconda del dialetto, /ʎ/ o /j/. Dunque la forma moderna mirall ("specchio") si scriveva mirail o mirayl. Oggi i suoni /ʎ/ e /j/ vengono scritti entrambi <ll>.

## Storia

### Alto Medioevo
La lingua catalana si sviluppò a partire dal latino volgare parlato su entrambi i versanti della parte orientale dei Pirenei e nei territori a sud della provincia romana e successiva diocesi dell'Hispania Tarraconensis. Dall'VIII secolo i conti catalani iniziarono ad estendere i loro territori verso sud e verso ovest, conquistando zone che saranno successivamente occupate dai musulmani e portando con sé la loro lingua.
Questo fenomeno guadagnò slancio con la separazione della Contea di Barcellona dall'Impero carolingio nel 988. Nel IX secolo i governanti cristiani governavano le parti settentrionali dell'odierna Catalogna, chiamata "Vecchia Catalogna", e durante i secoli XI e XII estesero i loro domini alla regione nord dell'Ebro, una terra conosciuta come "Nuova Catalogna". Durante il XIII secolo i catalani si estesero al Regno di Valencia, attraverso le isole Baleari e ad Alghero, in Sardegna.
Secondo lo storico Jaume Villanueva (1756–1824), la prima attestazione scritta della lingua catalana sarebbe da ricercare in un manoscritto dell'VIII secolo proveniente da Ripoll che è stato perduto. Essa era una nota in un'ortografia del X secolo o del primo XI secolo che recitava: Magister m[eu]s no vol que em miras novel ("Il mio maestro non vuole che tu mi guardi, novizio").

### Basso Medioevo
Il catalano visse la propria età dell'oro nel Basso Medioevo, raggiungendo un picco di abbondanza culturale. Esempi di ciò possono essere visti nelle opere di Ramon Llull (1232-1315), in Les quatre grans Cròniques (XIII-XIV secolo), e la scuola poetica valenziana culminata con Ausiàs March (1397-1459).
Nel XV secolo la città di Valencia era diventata il centro del dinamismo sociale e culturale e il catalano era presente in tutto il Mediterraneo. La credenza che lo splendore politico fosse collegato con la consolidazione linguistica venne sparsa in giro dalla cancelleria reale, la quale promuoveva un'alta standardizzazione delle lingua.
Il romanzo cavalleresco Tirant lo Blanc (1490), di Joanot Martorell, mostra la transizione dai valori medievali a quelli rinascimentali, questo può essere osservato anche nelle opere di Bernat Metge e Andreu Febrer.

## Esempio
Estratto dai Greuges di Guitard Isarn (c. 1080.1095)
(I passaggi in catalano sono quelli in corsivo)
Hec est memoria de ipsas rancuras que abet dominus Guitardus Isarnus, senior Caputense, de rancuras filio Guillelm Arnall et que ag de suo pater, Guilelm Arnall; et non voluit facere directum in sua vita de ipso castro Caputense che li comannà. Et si Guilelm Arnal me facia tal cosa que dreçar no·m volgués ho no poqués, ho ssi·s partia de mi, che Mir Arnall me romasés aisí com lo·m avia al dia che ad él lo commanné. Et in ipsa onor a Guillelm Arnal no li doné negú domenge ni establiment de cavaler ni de pedó per gitar ni per metre quan l·i comanné Mir Arnall.